# Ljiljance
Ljiljance (izvirno srbsko Љиљанце) je naselje v Srbiji, ki upravno spada pod Občino Bujanovac; slednja pa je del Pčinjskega upravnega okraja.

## Demografija
V naselju, katerega izvirno (srbsko-cirilično) ime je Љиљанце, živi 555 prebivalcev, pri čemer je njihova povprečna starost 37,4 let (35,3 pri moških in 39,5 pri ženskah). Naselje ima 129 gospodinjstev, pri čemer je povprečno število članov na gospodinjstvo 4,15.
|  |

| Demografija | Demografija     | Demografija     |
| Leto        | Št. prebivalcev | Št. prebivalcev |
| ----------- | --------------- | --------------- |
|             |                 |                 |
|             |                 |                 |
|             |                 |                 |
|             |                 |                 |
| 1948        | 707             |                 |
| 1953        | 713             |                 |
| 1961        | 738             |                 |
| 1971        | 658             |                 |
| 1981        | 577             |                 |
| 1991        | 552             | 548             |
| 2002        | 555             | 535             |
|             |                 |                 |

| Etnična sestava po popisu iz leta 2002 | Etnična sestava po popisu iz leta 2002 | Etnična sestava po popisu iz leta 2002 | Etnična sestava po popisu iz leta 2002 | Etnična sestava po popisu iz leta 2002 |
| -------------------------------------- | -------------------------------------- | -------------------------------------- | -------------------------------------- | -------------------------------------- |
| Srbi                                   | Srbi                                   |                                        | 533                                    | 99,62%                                 |
| Ukrajinci                              | Ukrajinci                              |                                        | 2                                      | 0,37%                                  |
| Neznano                                | Neznano                                |                                        | 0                                      | 0,0%                                   |